# جين دي ليون
جين فلورنس بينيتيز دي ليون (من مواليد 22 نوفمبر 1998) ممثلة ومغنية وعارضة أزياء وراقصة فلبينية. عرفت بتجسيدها شخصية الخارقة في المسلسل التلفزيوني الفلبيني دارنا عام 2022 الذي يحمل نفس الاسم، وحصلت عنه بالعديد من الجوائز الوطنية.

## نشأتها
ولدت جين فلورنس بينيتيز دي ليون في 22 نوفمبر 1998، في مدينة كويزون بالفلبين ، لأبوين هم ماريكور بينيتيز دي ليون ، ربة منزل ، ورجل أعمال رويل فلورنسيو دي ليون. هي الأصغر في العائلة مع أخ أكبر يُدعى فرانسيس. عاشت عائلتها بوضع مستقر حتى فقد والدها وظيفته. أجبرها هذا على الاختبار لمختلف مشاريع العروض الأزياء والتمثيل. خلال مقابلتها الفردية مع الكاتب اوجي دياز على أحد مقاطع الفيديو الخاصة به كشفت أنها غالبًا ما تتسلل في الليل ، مع والدتها للمجيء إلى مترو مانيلا لإجراء اختبارات مختلفة حيث عارض والدها بشدة دي ليون شغف التمثيل. قبل أن تصبح عارضة أزياء وممثلة، شجعتها والدتها على الانضمام إلى العديد من مسابقات ملكات الجمال. كان لوالدها أربعة أطفال آخرين من علاقاته السابقة وهم نيد وكيروكس وكارول وكارين. التحقت بمدرسة قرية سامباجيتا الابتدائية ومدرسة سان روكي الابتدائية في سان بيدرو ، لاجونا من أجل تعليمها الابتدائي ومدرسة قرية سامباجيتا الثانوية الوطنية للدراسات الثانوية. في عام 2016 توفي والدها بسبب سرطان الرئة ، وبعد ذلك واصلت متابعة حظها في عرض الأعمال.